# كارول روث
كارول روث (بالإنجليزية: Carol Roth)‏ هي مصرفية الاستثمار ‏ أمريكية، ولدت في 1973 في شيكاغو في الولايات المتحدة.

## وصلات خارجية
- الموقع الرسمي